# Argentorato

A fronteira do Reno durante o Império Romano no século IV com os acampamentos dos legionários, dentre eles Argentorato

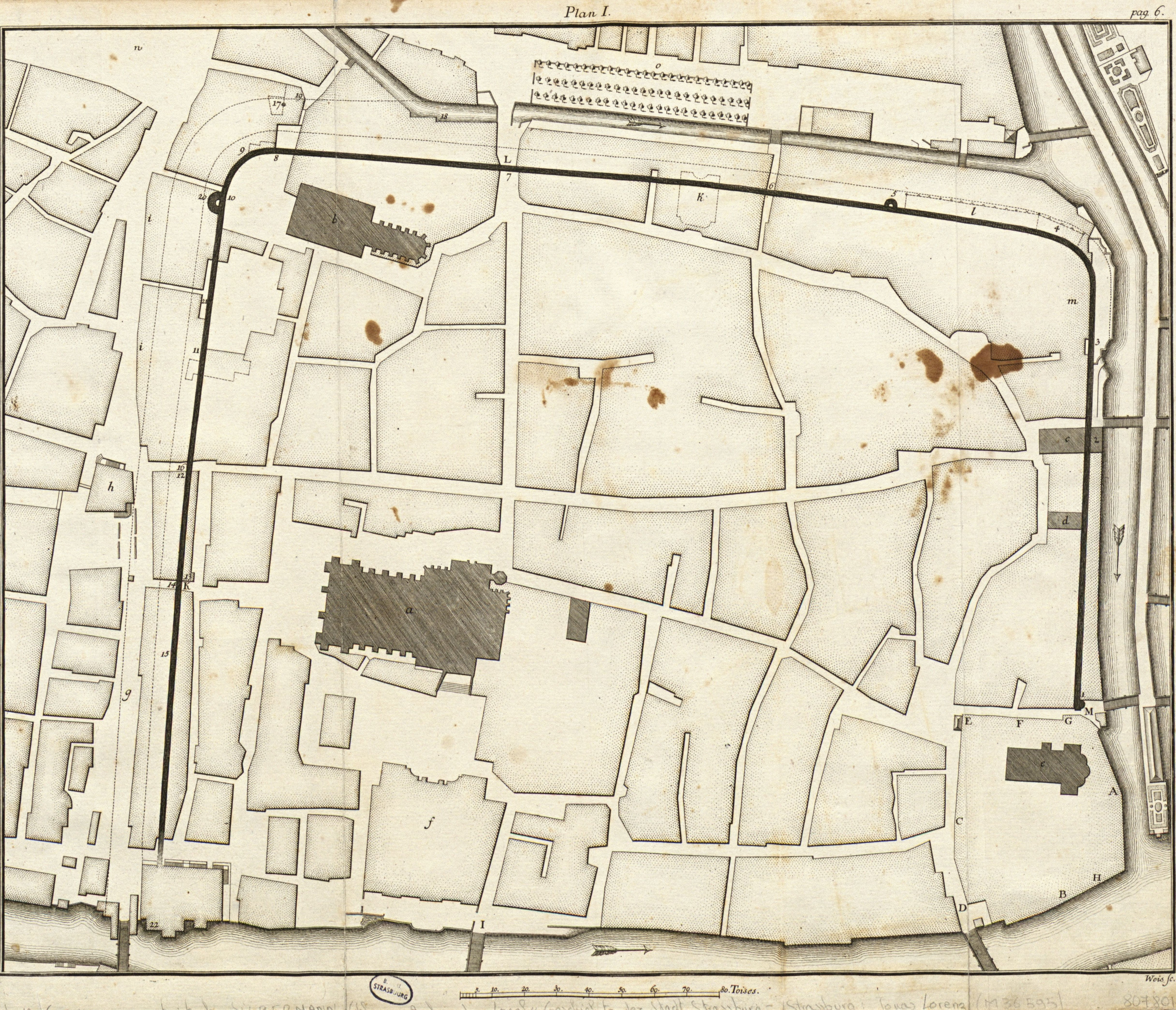
Argentorato em um mapa de Estrasburgo do século XVIII

Argentorato (em latim: Argentoratum ou Argentorate) é o acampamento dos legionários romanos na localidade da atual Estrasburgo na Alsácia. O centro de Argentorato foi localizado na Grande Île de Estrasburgo, um dos dois braços do rio Ill, onde atualmente está ainda localizado o centro de Estrasburgo.

## História
Argentoratum (celta para castelo branco) foi fundada como acampamento militar romano pelo comandante militar Nero Cláudio Druso no ano 12 a.C., na futura província Germânia Superior. Em sua proximidade já havia um assentamento de gauleses.

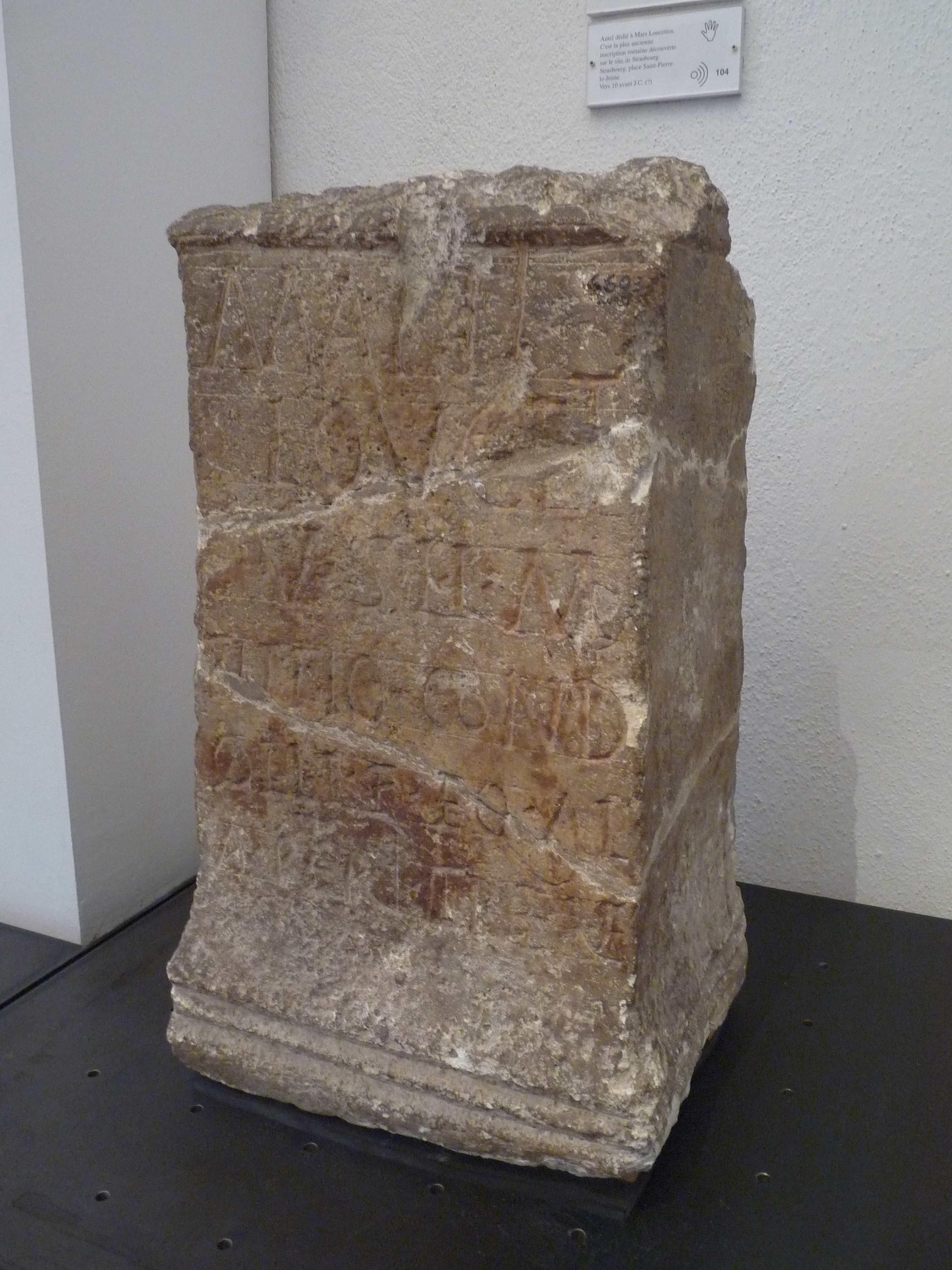
Altar dedicado a Marte, entre e, achado na place Saint-Pierre-le-Jeune, Estrasburgo

Sob o comando de Cneu Pinário Cornélio Clemente a Legio VIII Augusta construiu no ano 74 uma estrada de Augusta dos Vindélicos (atual Augsburgo) pelo vale do rio Kinzig para Argentorato, com conexão pela Estrada Romana do Reno para Mogoncíaco (atual Mainz).
A partir do ano 90 a Legio VIII estacionou permanentemente em Argentorato. O acampamento cobria naquela época uma área de 20 hectares e abrigou também uma divisão de cavalaria da legião. Outras legiões estacionaram temporariamente em Argentorato, como a Legio XIV Gemina e a Legio XXI Rapax, esta última sob o imperador Nero.
Argentorato foi provavelmente a partir do século IV moradia do bispo. Em 357, ocorreu a Batalha de Argentorato. No século V a cidade foi conquistada pelos alamanos, hunos e francos.

## Ruínas
Escavações arqueológicas sistemáticas sob a direção de Jean-Jacques Hatt, de 1947 a 1953, revelaram numerosos vestígios da antiga Argentorato. Estas escavações aconteceram devido aos danos causados em Estrasburgo na Segunda Guerra Mundial. Verificou-se assim que o acampamento foi totalmente incendiado seis vezes, entre o século I e V, sendo depois reconstruído: nos anos 70, 97, 235, 355, no último quartel do século IV e nos primeiros anos do século V.
Sob Trajano e após o incêndio de 97, Argentorato teve sua maior extensão e mais segura fortificação. Numerosos vestígios arqueológicos da povoação romana também foram encontrados no distrito de Koenigshoffen, ao longo da antiga estrada romana, a atual route des romains. Neste local estavam as mais afastadas necrópoles e o mais densamente povoado vico.
Em 1911 e 1912, numerosos fragmentos de um grande mitreu foram escavados em Koenigshoffen pelo antecessor de Jean-Jacques Hatt, Robert Forrer, que tinha sido destruído na Antiguidade tardia, provavelmente no século IV.
Em 1956 abaixo da atual Igreja Saint Étienne de Estrasburgo foram escavadas ruínas de uma antiga abside, considerada como parte de uma igreja.
Os achados arqueológicos estão expostos no Museu Arqueológico de Estrasburgo.